# Elvio Banchero
Elvio Banchero (28. duben 1904, Alessandria Italské království – 21. leden 1982, Alessandria Itálie) byl italský fotbalový útočník a později i trenér. Měl velmi neobvyklou přezdívku: l'uomo del fango (Bahno), protože velmi dobře při špatném počasí a v terénu.
V roce 1921 jako sedmnáctiletý nastoupil prvně za mateřský klub Alessandria. Později se stal výborným střelcem týmu. V roce 1929 byl prodán do Janova a při první sezoně nastřílel 17 branek, což bylo 5. místo v tabulce střelců. Titulu se nedočkal a po třech sezonách odešel do Říma. Mezi Giallorossi, navzdory dobrým předpokladům, nenašel mnoho prostoru. Nestřílel mnoho branek a po dvou letech odešel do druholigového klubu Bari, kde pomohl k vítězství ve druhé lize. V roce 1936 se vrátil do Alessandrie, kde plnil krátkou dobu i roli trenéra. Sezonu zakončili posledním místem a sestoupili do druhé ligy. Fotbalovou kariéru ukončil v roce 1939 jako hrající trenér klubu Sestese Calcio.
Za reprezentaci odehrál 3 utkání a vstřelil 4 branky. Stal se držitelem bronzové medaile na OH 1928.
Po jeho smrti v roce 1982, jej klub Janov zařadil do své síně slávy. Ve městě Alessandria se po něm jmenuje jedno sportovní hřiště.

## Hráčská statistika
| Sezóna  | Klub        | Liga      | Liga   | Liga | Ligové poháry | Ligové poháry | Ligové poháry | Kontinentální poháry | Kontinentální poháry | Kontinentální poháry | Celkem | Celkem |
| Sezóna  | Klub        | Soutěž    | Zápasy | Góly | Soutěž        | Zápasy        | Góly          | Soutěž               | Zápasy               | Góly                 | Zápasy | Góly   |
| ------- | ----------- | --------- | ------ | ---- | ------------- | ------------- | ------------- | -------------------- | -------------------- | -------------------- | ------ | ------ |
| 1921/22 | Alessandria | 1. Divize | 5      | 1    | –             | 0             | 0             | –                    | 0                    | 0                    | 5      | 1      |
| 1922/23 | Alessandria | 1. Divize | 18     | 6    | –             | 0             | 0             | –                    | 0                    | 0                    | 18     | 6      |
| 1923/24 | Alessandria | 1. Divize | 22     | 11   | –             | 0             | 0             | –                    | 0                    | 0                    | 22     | 11     |
| 1924/25 | SPAL        | 1. Divize | 16     | 5    | –             | 0             | 0             | –                    | 0                    | 0                    | 16     | 5      |
| 1925/26 | Alessandria | 1. Divize | 21     | 7    | –             | 0             | 0             | –                    | 0                    | 0                    | 21     | 7      |
| 1926/27 | Alessandria | 1. Divize | 18     | 9    | IP            | 1             | 7             | –                    | 0                    | 0                    | 19     | 16     |
| 1927/28 | Alessandria | 1. Divize | 34     | 18   | –             | 0             | 0             | –                    | 0                    | 0                    | 34     | 18     |
| 1928/29 | Alessandria | 1. Divize | 28     | 19   | –             | 0             | 0             | –                    | 0                    | 0                    | 28     | 19     |
| 1929/30 | Janov       | Serie A   | 32     | 17   | –             | 0             | 0             | Stř.P                | 2                    | 1                    | 34     | 18     |
| 1930/31 | Janov       | Serie A   | 29     | 16   | –             | 0             | 0             | –                    | 0                    | 0                    | 29     | 16     |
| 1931/32 | Janov       | Serie A   | 20     | 8    | –             | 0             | 0             | –                    | 0                    | 0                    | 20     | 8      |
| 1932/33 | Řím         | Serie A   | 12     | 2    | –             | 0             | 0             | –                    | 0                    | 0                    | 12     | 2      |
| 1933/34 | Řím         | Serie A   | 8      | 1    | –             | 0             | 0             | –                    | 0                    | 0                    | 8      | 1      |
| 1934/35 | Bari        | Serie B   | 24     | 9    | –             | 0             | 0             | –                    | 0                    | 0                    | 24     | 9      |
| 1935/36 | Bari        | Serie A   | 7      | 0    | IP            | 1             | 0             | –                    | 0                    | 0                    | 8      | 0      |
| 1936/37 | Alessandria | Serie A   | 13     | 3    | –             | 0             | 0             | –                    | 0                    | 0                    | 13     | 3      |
| 1937/38 | Parma       | Serie C   | 12     | 2    | –             | 0             | 0             | –                    | 0                    | 0                    | 12     | 2      |
| Celkem  | Celkem      | Celkem    | 325    | 134  | –             | 2             | 7             | –                    | 2                    | 1                    | 329    | 142    |

## Hráčské úspěchy

### Reprezentační
- 1x na MP (1931–1932 – stříbro)
- 1x na OH (1928 – bronz)